# 윈도우 비스타 에디션
윈도우 비스타는 6가지의 에디션(일부 국가에 따라 조금씩 다르다)으로 배포되었다. 스타터 에디션을 제외한 모든 에디션은 32비트와 64비트를 지원하고, 스타터 에디션은 개발도상국에서만 판매된다.

## 에디션
스타터 (Windows Vista Starter)
신흥 시장용으로, 개발 도상국에만 판매되는 에디션이고, 64비트 에디션이 없다. 대표적으로 3개 이상의 응용 프로그램을 띄울 수 없으며, 사용자 계정마다 비밀번호를 걸 수 없고, 에어로 기능을 사용할 수 없다. 하드 디스크 용량 제한은 250GB이다.
홈 베이직 (Windows Vista Home Basic)
가장 기본적인 기능들만 모아 놓은 것으로, 미디어 센터가 없으며 에어로 지원에 제약이 있다. 홈 프리미엄과 더불어 가장 많은 OEM컴퓨터에 설치된 버전이다.
홈 프리미엄 (Windows Vista Home Premium)
가정에서 사용하기에 전혀 불편하지 않은 기능들이 들어있다. 미디어 센터가 포함되어 있으며, 에어로를 지원한다.
비즈니스 (Windows Vista Business)
중소기업을 대상으로 하는 에디션이다. 볼륨 에디션도 있으며, 윈도 컴플리트 백업 및 복원, 원격 데스크톱을 지원한다. 윈도우 7 프로페셔널 에디션과 비슷한 에디션이다.
엔터프라이즈 (Windows Vista Enterprise)
대기업을 대상으로 하는 에디션이며, 볼륨 에디션만 있다. 비트로커 등의 거의 대부분 기능이 포함되었다.
얼티밋 (Windows Vista Ultimate)
가장 많은 기능이 있는 얼티밋이다. 대표적으로 드림씬이 포함된 윈도우 얼티밋 엑스트라가 포함되었다.

## 에디션별 기능 비교 차트
| 가격 및 기능 / 사용 가능 프로그램 | 스타터             | 홈 베이직                               | 홈 프리미엄                             | 비즈니스                                | 엔터프라이즈              | 얼티밋       |
| --------------------------------- | ------------------ | --------------------------------------- | --------------------------------------- | --------------------------------------- | ------------------------- | ------------ |
| 가격 및 기능 / 사용 가능 프로그램 | 개발도상국에서 OEM | 리테일과 OEM (비즈니스는 VL으로도 제공) | 리테일과 OEM (비즈니스는 VL으로도 제공) | 리테일과 OEM (비즈니스는 VL으로도 제공) | 볼륨 라이선스 (KMS / MAK) | 리테일과 OEM |
| 제품 지원 종료                    | 2017.04.11         | 2017.04.11                              | 2017.04.11                              | 2017.04.11                              | 2017.04.11                | 2017.04.11   |
| 최대 인식 메모리 (64비트 기준)    | 4 GB(32비트)       | 8 GB                                    | 16 GB                                   | 128 GB                                  | 128 GB                    | 128 GB       |
| 최대 인식 물리 CPU 개수           | 1                  | 1                                       | 1                                       | 2                                       | 2                         | 2            |
| 32비트와 64비트 버전              | 32비트 전용        | 둘 다                                   | 둘 다                                   | 둘 다                                   | 둘 다                     | 둘 다        |
| 응용 프로그램 제한                | 3                  | 제한 없음                               | 제한 없음                               | 제한 없음                               | 제한 없음                 | 제한 없음    |
| 데스크톱 창 관리자                | 아니요             | 예                                      | 예                                      | 예                                      | 예                        | 예           |
| 윈도우 에어로                     | 아니요             | 부분적                                  | 예                                      | 예                                      | 예                        | 예           |
| 윈도우 무비 메이커                | 아니요             | 예                                      | 예                                      | 예4                                     | 예                        | 예           |
| 윈도우 미디어 센터                | 아니요             | 아니요                                  | 예                                      | 아니요                                  | 아니요                    | 예           |
| 프리미엄 게임                     | 아니요             | 아니요                                  | 예                                      | 기본값으로 설치되지 않음                | 기본값으로 설치되지 않음  | 예           |
| 윈도우 서버 도메인 가입           | 아니요             | 아니요                                  | 아니요                                  | 예                                      | 예                        | 예           |
| 원격 데스크톱 호스트              | 아니요             | 아니요                                  | 아니요                                  | 예                                      | 예                        | 예           |
| 그룹 정책                         | 아니요             | 아니요                                  | 아니요                                  | 예                                      | 예                        | 예           |
| 비트로커 드라이브 암호화          | 아니요             | 아니요                                  | 아니요                                  | 아니요                                  | 예                        | 예           |
| 다중 언어 사용자 인터페이스 팩    | 아니요             | 아니요                                  | 아니요                                  | 아니요                                  | 예                        | 예           |
| Complete PC 백업                  | 아니요             | 아니요                                  | 아니요                                  | 예                                      | 예                        | 예           |

참고
1. 한국이나 유럽에서 판매되는 홈 베이직, 비즈니스, 엔터프라이즈 에디션은 N 버전(KN 버전)이 판매된다. 이는 윈도우 미디어 플레이어와 윈도우 미디어 센터, HD 컴포넌트가 제외된 버전이다. 메신저 센터와 윈도우 미디어 센터에서 인스턴트 메시징 소프트웨어와 미디어 플레이어 소프트웨어 링크의 목록을 포함하는 웹사이트에 대한 링크가 포함되어 있다.
2. 스타터 에디션을 제외한 모든 에디션을 한국 시장에서는 표준으로 판매하고 있다. KN 버전과는 달리 K 버전은 윈도우 미디어 플레이어 및 관련 구성 요소를 포함하지만, 메신저 센터와 미디어 플레이어 센터에서 인스턴트 메시징 소프트웨어와 미디어 플레이어 소프트웨어 링크의 목록을 포함하는 웹사이트에 대한 링크가 포함되어 있다.[2]
3. Business N 에디션은 유럽 시장에서 판매되고 있다.[2][3]
4. Business KN 에디션에서는 윈도우 무비 메이커 HD를 사용할 수 없다.[4]

## 같이 보기
- 윈도우 애니타임 업그레이드
- 윈도우 얼티밋 엑스트라
- 윈도우 2000
- 윈도우 7 에디션